# Phra That Si Song Rak

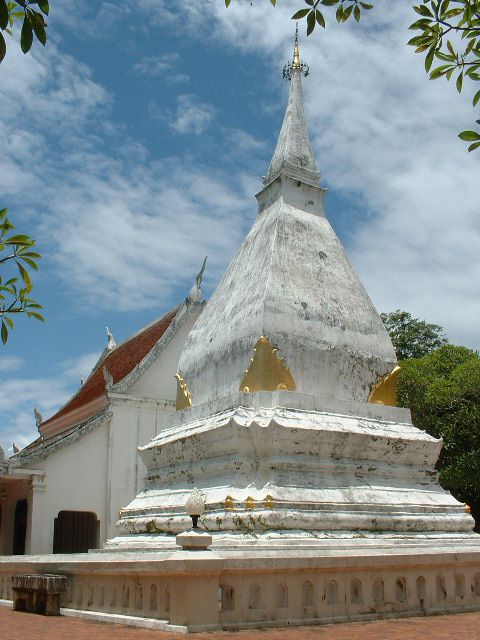
Phra That Si Song Rak

Phra That Si Song Rak (v Laoštině Phra That Sri Song Hak) je buddhistická stúpa postavená v roce 1560 Laosany a thajskými králi. Leží v Laoské provincii Loei, s těsné blízkosti thajské hranice. Do češtiny by se název dal přeložit jako Stúpa lásky dvou národů.
V roce 1556 se dvě království, thajské a laoské, rozhodli vystavět chrám, který byl manifestací jejich vzájemného respektu a přátelství. Tak vystavili Stúpu lásky dvou národů přímo na hranici.